# Zonta van den Goorbergh
Zonta van den Goorbergh (Breda, 1º dicembre 2005) è un pilota motociclistico olandese.
Anche il padre, Jurgen van den Goorbergh, lo zio, Patrick van den Goorbergh, e il nonno, Piet van den Goorbergh, hanno corso come piloti professionisti.

## Carriera
Debutta sulla scena internazionale nel 2019, quando partecipa alla MotoGP Rookies Cup, chiusa al tredicesimo posto, e ad alcune prove della European Talent Cup. Nel 2020 si piazza rispettivamente ottavo e secondo nelle stesse competizioni. Nel 2021 corre nella categoria Moto3 del campionato spagnolo Velocità, piazzandosi diciassettesimo, e del campionato Italiano Velocità dove si classifica quarto.
Nel 2022 debutta nella classe Moto2 del motomondiale, guidando la Kalex del team RW Racing GP, con compagno di squadra Barry Baltus. Non ottiene punti. Nel 2023 corre nello stesso team, rinominato Fieten Olie Racing GP. Ottiene come miglior risultato un sesto posto in India e termina la stagione al ventitreesimo posto con 17 punti. Nel 2024 inizia il terzo anno con RW Racing, migliora sia il piazzamento in gara (quinto in Giappone) che la classifica finale piazzandosi ventesimo in campionato.

## Risultati in gara
| 2022 | Classe | Moto  |    |    |     |     |     |    |    |    |    |    |    |     |    |     |     |    |    |    |     |    |  |  | Punti | Pos. |
| ---- | ------ | ----- | -- | -- | --- | --- | --- | -- | -- | -- | -- | -- | -- | --- | -- | --- | --- | -- | -- | -- | --- | -- |  |  | ----- | ---- |
| 2022 | Moto2  | Kalex | 24 | 23 | Rit | Rit | Rit | 19 | 17 | 21 | 20 | 18 | 18 | Rit | 18 | Rit | Rit | 17 | 17 | NP | Inf | 21 |  |  | 0     |      |

| 2023 | Classe | Moto  |     |    |    |    |    |     |    |    |    |    |    |     |   |   |     |     |     |    |    |    |  |  | Punti | Pos. |
| ---- | ------ | ----- | --- | -- | -- | -- | -- | --- | -- | -- | -- | -- | -- | --- | - | - | --- | --- | --- | -- | -- | -- |  |  | ----- | ---- |
| 2023 | Moto2  | Kalex | Rit | 18 | 17 | 23 | 20 | Rit | 18 | 20 | 20 | 22 | 18 | Rit | 6 | 9 | Rit | Rit | Rit | 18 | 19 | 18 |  |  | 17    | 23º  |

| 2024 | Classe | Moto  |    |    |     |    |    |    |    |     |     |    |    |    |    |     |    |   |     |    |    |     |  |  | Punti | Pos. |
| ---- | ------ | ----- | -- | -- | --- | -- | -- | -- | -- | --- | --- | -- | -- | -- | -- | --- | -- | - | --- | -- | -- | --- |  |  | ----- | ---- |
| 2024 | Moto2  | Kalex | 13 | 19 | Rit | 13 | 25 | 11 | 14 | Rit | Rit | 11 | 18 | 14 | 23 | Rit | 17 | 5 | Rit | 19 | NC | Rit |  |  | 31    | 22º  |

| 2025 | Classe | Moto  |    |    |    |    |    |    |    |    |     |    |    |    |    |  |  |  |  |  |  |  |  |  | Punti | Pos. |
| ---- | ------ | ----- | -- | -- | -- | -- | -- | -- | -- | -- | --- | -- | -- | -- | -- |  |  |  |  |  |  |  |  |  | ----- | ---- |
| 2025 | Moto2  | Kalex | 24 | 17 | 13 | 12 | 20 | 19 | 13 | 16 | Rit | 12 | 17 | 20 | 21 |  |  |  |  |  |  |  |  |  | 14    |      |

| Legenda | 1º posto        | 2º posto            | 3º posto            | A punti      | Senza punti        | Grassetto – Pole position Corsivo – Giro più veloce |
| Legenda | Gara non valida | Non qual./Non part. | Ritirato/Non class. | Squalificato | '-' Dato non disp. | Grassetto – Pole position Corsivo – Giro più veloce |